# Українці Люксембургу
Українці Люксембургу — особи з українським громадянством або національністю, які перебувають на території Великого герцогства Люксембург. Задля збереження рідної мови та культури створено громадські організації, що співпрацюють з Посольством України в Бельгії та Великому герцогстві Люксмебург (за сумісництвом).

## Історія
Українські політичні емігранти з'явились у Люксембурзі ще на початку 1920-х років. Кістяк громади становили ветерани Армії УНР та УГА, які переїздили до Люксембургу як з Галичини, так і з таборів для інтернованих на території Польщі і Румунії. Чимало українців прибули до Люксембургу з Німеччини. Насамперед йдеться про нужденних студентів, які вже у 1923 р. створили комітет з пошуку праці для представників «Спілки українських студентів у Німеччині». Цей комітет не лише виконував функцію української біржі праці, допомагав одержати візу, але й слугував комунікаційним центром громади. Через нього можна було знайти співмешканця для найму житла, розшукати земляків тощо. Головою комітету був пан Балабан.
21 вересня 1924 р. відбувся підготовчий з'їзд українських емігрантів Франції, на якому були представлені такі громади: Кнютанж, Оден-ле-Тіш, Ромба, Вільрю, Шалет, Париж та Люксембург. Українців Люксембургу представляли делегати Антоненко, Білинський і Галяфре. Цей підготовчий з'їзд утворив комісію зі скликанню першого українського емігрантського з'їзду, який через три місяці відбувся у Парижі — в днях 3-4 січня 1925 р. На ньому були представлені всі ті громади, що були й на підготовчому з'їзді в Кнютанжі, та ще кілька місцевих українських організацій у Парижі. На з'їзді було утворено «Союз українських емігрантських організацій у Франції», затверджено його статут та обрано першу Генеральну Раду, як зверхній виконавчий орган Союзу. До Союзу увійшли всі згадані організації, крім Люксембургу, що, будучи закордонною для Франції організацією, згідно з законами, не мав права входити в склад організацій у Франції.
Отже, хоча українські емігранти Люксембургу й мали тісні зв'язки з українцями Франції, все ж у 1924 р. вони не влились до «Союзу українських емігрантських організацій у Франції», а створили окреме середовище.
Співжиття українських громад Люксембургу та Франції має довгу історію. Насамперед історію зв'язків з прикордонним французьким містечком Оден-ле-Тіш, у якому існувала потужна українська громада. Українські емігранти, які працювали тут на важких фізичних роботах, разом влаштовували українські свята, разом відправляли в останню путь видатних українців — членів своїх громад. Наприклад, 21 березня 1926 р. були відзначені Шевченківські дні, за участі мера Оден-ле-Тіш та кореспондентів люксембурзьких газет. Свято вели двома мовами: українською та французькою. У грудні 1930 р. в Оден-ле-Тіш було скликано загальні збори українців міста, а також української громади Люксембургу. Результатом такого зібрання стала спільна заява із засудженням політики терору в окупованій більшовиками Україні.
Українці православного віросповідання, котрі мешкали у Люксембурзі, брали участь у релігійному житті української колонії Оден-ле-Тіш. Кілька разів на рік люксембурзька громада приїздила в гості до українців Оден-ле-Тіш, аби взяти участь у великодньому чи різдвяному богослужінні. За храм українцям служила місцева лютеранська кірха. Настоятелем громади був пан-отець Гречишкин. Перші згадки про участь українців Люксембургу у житті української православної парафії в Оден-ле-Тіш датовані травнем 1926 р.
Невдовзі після вбивства у Парижі Головного Отамана військ і флоту УНР Симона Петлюри громада розпочала збір коштів на вшанування його пам'яті. У 1926 р. на ці потреби українці Люксембургу зібрали 115 бельгійських франків.
У 1927 р. до Люксембургу з Чехословаччини приїхала невелика група (близько 10 осіб) випускників Української господарської академії у Подєбрадах, Чехословаччина. Новоприбулі прагнули знайти роботу за фахом — насамперед інженерами. У пошуках роботи вчорашні студенти звертались до «старих емігрантів», якими були їхні молоді однолітки — ветерани визвольних змагань. Лише небагатьом вдавалось відшукати роботу за фахом та одержати гідний заробіток.
У 1929 р. у Люксембурзі був сформований осередок ОУН на чолі із сотником Армії УНР Осипом Твердовським. Організація перебрала на себе провідну роль у політичному житті громади. Твердовський тримав тісні контакти із Товариством бувших вояків Армії УНР в Оден-ле-Тіш (Франція) і гуртував довкола себе багатьох українських комбатантів з країн Бенілюксу.
У 1933 році невелика кількість українців поселилися в місті Люксембурзі та його околицях. Це були переважно мігранти з Польщі, вояки Української Народної республіки, Також певний відсоток становила українська інтелігенція, що з ідеологічних причин не сприйняла Радянський Союз.
Під час Другої світової війни однією з найвпливовіших українських суспільно-політичних організацій Люксембургу стало Українське національне об'єднання, а також створена при ньому жіноча секція (ЖС УНО). Перший відділ ЖС УНО був утворений у Нільвінґені. Згодом були утворені відділи у Альґрінґен, Діденгофен, Дойтч-От. Цілою ЖС УНО в Люксембурзі керувала пані Ю. Івасенко. У 1941 р. вона організувала у Альґрінґен свято Лесі Українки для дітей, а згодом і відзначення нового року. Зібрані на святкуваннях благочинні пожертви були скеровані на потреби полонених українців з лав Червоної армії, яких українські політемігранти прагнули схилити на свій бік. Подібного роду акції відбувались по всіх місцях розселення українців. Наприклад у м. Дойтч-От відділ ЖС УНО під керівництвом пані М. Мидель та за активної допомоги пані О. Жураківської та пані О. Міськевич влаштували День матері. Громада долучилась до збірки коштів на утримання «Музею української визвольної боротьби у Празі», широко відомого з розповідей колишніх студентів Української господарської академії у Подєбрадах.
У Люкембурзі мешкали й відомі українці: від 1923 р. сотник Армії УНР Осип Твердовський, який фактично став творцем української громади у цій державі та полковник Армії УНР, Голова Проводу ОУН Андрій Мельник від 1945 року. Тут відбувались важливі зустрічі Андрія Мельника з чільними діячами української еміграції: Миколою Капустянськими, Олегом Штуль-Ждановичем, Миколою Плав'юком та іншими.
Новий етап переселення українців відбувся після закінчення Другої світової війни, коли частина радянських військовополонених — українців не забажала повертатися на батьківщину та осіла в Люксембурзі. До них згодом долучили колишні вояки Української Повстанської армії, діячі Організації українських націоналістів. Серед них був очільник ОУН Андрій Мельник, що помер у місті Клерво, поховано у м. Люксембург. Однак у цей період громада не сильно зросла.
Найбільша міграція українців до великого герцогства стала спостерігатися з кінця 1990-х років, коли сюди стали перебиратися в пошуках роботи, в результаті шлюбів з люксембуржцями або за інших обставин. Зараз українська діаспора в Люксембурзі становить близько 1 тис. осіб. Більшість мешкає у столиці — Люксембург.

## Громадські організації
У 1930-х роках була заснована «Українська громада у Великім князівстві Люксембург», яка об'єднує нині кілька десятків родин. Цей осередок підтримує тісні контакти з українськими етнічними групами у Франції, Канаді, США, в інших країнах Сходу.
Значно активізувалася робота посольства з початком Євромайдану та під час Революції Гідності в Україні 2013—2014 років. Активісти української громади регулярно проводять пікети перед Посольством Росії в Люксембургу з часу її вторгнення до Криму і на Донбас, зокрема з приводу збиття цивільного літака рейсу MH17 в 2014 році.

### Асоціація «Люксембург-Україна» («LUkraine asbl»)
З появою нового покоління українських мігрантів виникла сучасна спілка українців. Тому у 2014 році було створено оновлену організацію — Асоціацію «Люксембург-Україна» («LUkraine asbl»), яку очолив Микола Жаров. Члени асоціації, серед яких Колет-Закревська-Харвіч, влаштовують урочисті концерти місцевих виконавців українських творів, майстер-класи для дітей, конкурси дитячої творчості. Створено ансамбль танцю «Весна», який очолює Анастасія Портнова.
З 2015 року беруть участь у благодійному ярмарку «Інтернаціональний Базар», який зазвичай проходить у експозиційному центрі LuxExpo у Люксембурзі.
Також асоціація тісно співпрацює з благодійним фондом «Нова країна», надаючи допомогу мешканцям сходу України.

### Громадська організація «Єдність» (м. Арлон)
У березні 2015 року українці Арлону створили асоціацію і беруть активну участь в житті української громади як провінції Люксембург в Бельгії, так і в самому Люксембурзі. При організації створена українська школа Арлону, дует бандуристок 'Надія' і вокально-танцювальний ансамбль, які поширюють українську музику на фестивалях та благодійних подіях регіону.

## Освіта

### Недільна школа «Барвінок»
У 2015 році при асоціації було відкрито українську недільну школу «Барвінок». Головною метою школи є створення умов для спілкування зі своїми співвітчизниками; вивчення та вдосконалення української мови; знайомство з історією України; створення умов для творчої реалізації дітей; при належній підготовці та сприятливих умовах, допомога концертними номерами на українських благодійних вечорах; допомога українським сім'ям з питань інтеграції в європейському суспільстві.

### Українська школа Арлону
У 2015 році молоді українці, які проживають в Арлоні, Люксембурзі та сусідніх з ними містах організували в місті Арлон українську школу для дітей віком від 3 до 12 років, яка працює щосуботи з 15 до 18 години. Вчителі та педагоги — звичайні матусі, які об'єдналися між собою заради благородної мети — передати своїм нащадкам власні знання, досвід, мову та традиції своєї Батьківщини. Не поривати, а підтримувати духовний зв'язок з країною, яка їх виховала, вивчила і духовно зміцнила. Хоча школа знаходиться на території Бельгії, але в ній викладають і навчаються також жителі Люксембургу.

## Виноски
1. 1 2 3 4 5   П. Подобєд (21 червня 2018). З історії української громади у Люксембурзі. geroika.org.ua. «Благодійний фонд «Героїка». Процитовано 16 січня 2020.